# Мочеиспускательный канал

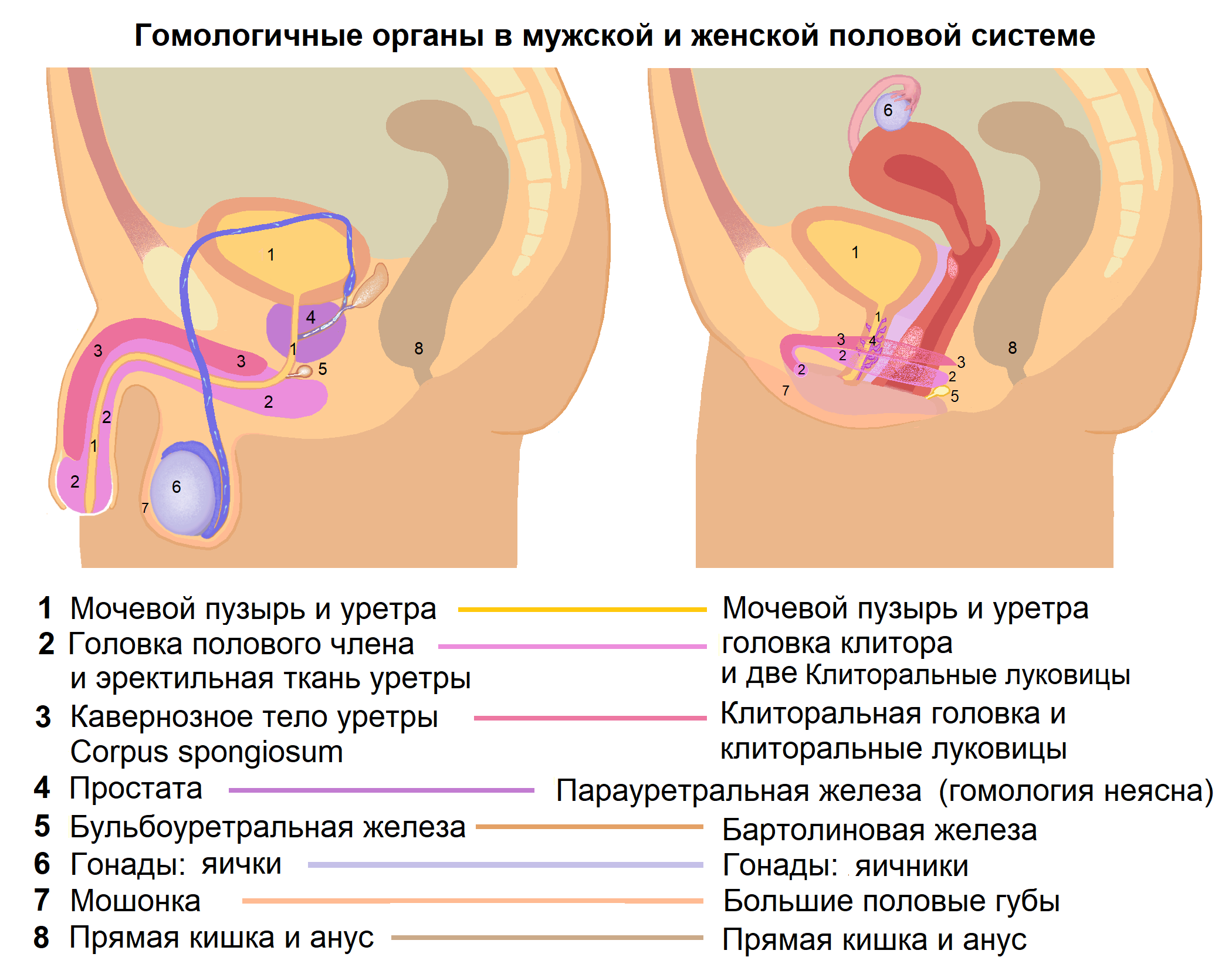

Мочеиспуска́тельный канал (синоним: уре́тра, лат. urethra) — непарный трубчатый орган мочевыделительной (мочеполовой) системы человека и позвоночных животных, соединяющий мочевой пузырь со внешней средой. Он служит у особей обоих полов для мочеиспускания — выведения с мочой преимущественно водорастворимых продуктов жизнедеятельности организма из мочевого пузыря наружу, а у особей мужского пола ещё и для семяизвержения — выведения во внешнюю среду (вне процесса мочеиспускания) семенной жидкости (спермы), содержащей мужские половые клетки (сперматозоиды).
У мужчин значительная часть мочеиспускательного канала проходит внутри мужского полового члена и наружное отверстие канала легко обнаруживается на вершине головки пениса, тогда как у женщин трасса уретры скрыта в полости малого таза сзади от лобка и спереди от влагалища, а наружное отверстие — в складках слизистой оболочки ограниченного с боков малыми половыми губами преддверия влагалища позади клитора и перед входом во влагалище.

## Отличия мужской уретры от женской

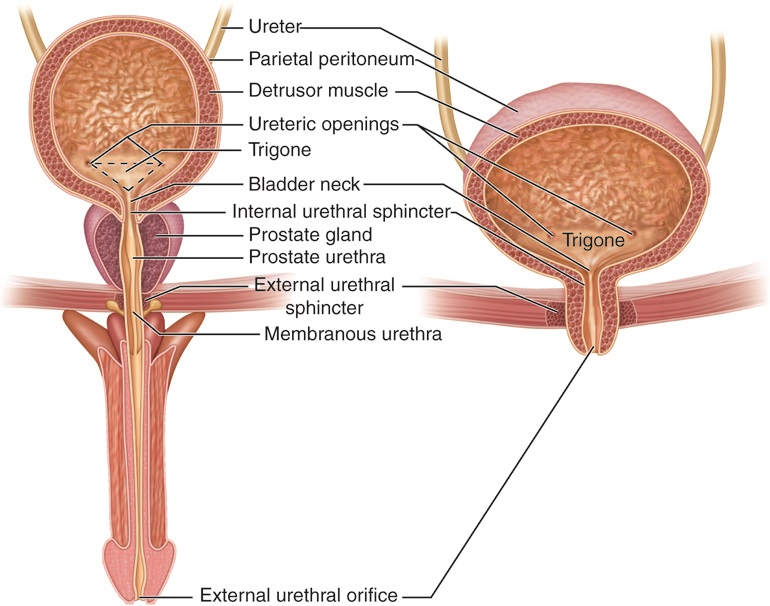
Мочевой пузырь и уретра у мужчин и женщин

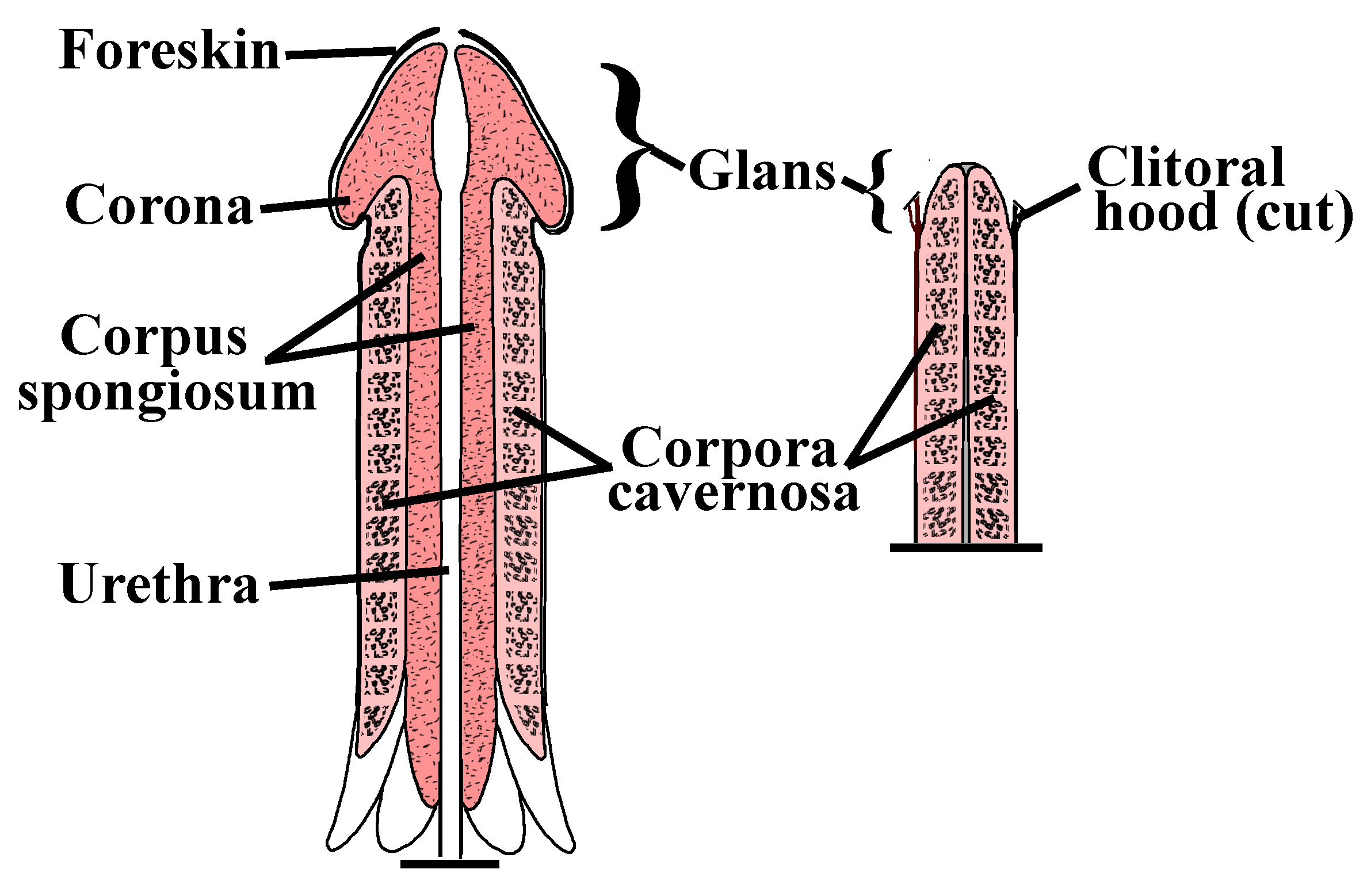
Строение тел пениса (слева) и клитора в продольном разрезе. Glans — головка; foreskin — крайняя плоть пениса, clitoral hood (cut) — крайняя плоть (капюшон) клитора (срезана); corona — венчик; corpora cavernosa — пещеристые тела; corpus spongiosum — губчатое тело; urethra — уретра

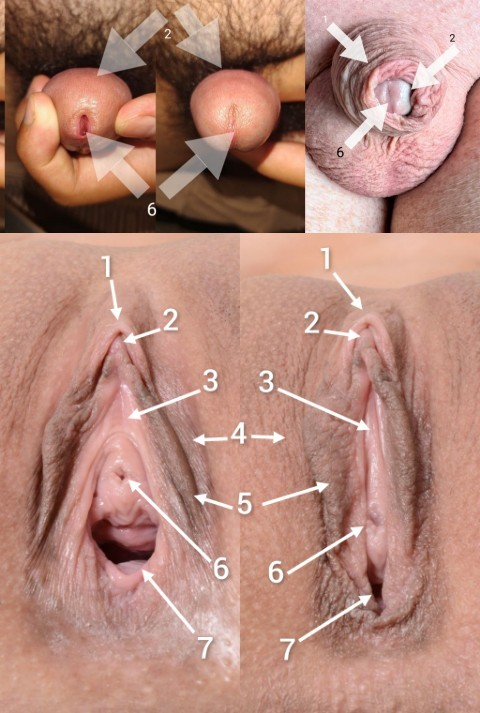
Наружное отверстие мужского и женского мочеиспускательного канала (6). (Головки клитора и пениса под N2, препуций (крайняя плоть) под M1)

Мужской мочеиспускательный канал, образуясь в процессе половой дифференциации у изначально не дифференцированного по полу эмбриона человека из тех же предшествующих структур, что и женский, и являясь гомологичным женскому по трубчатой структуре и функции выведения наружу мочи, в сформировавшемся состоянии отличается от женского размерами (большей длиной и меньшим диаметром), расположением внутри выведенного из тазовой полости наружу эластичного трубчатого органа — мужского полового члена (пениса) и сочетанием двух основных функций (мочеиспускания и семяизвержения) вместо одной (мочеиспускание) у женщин.

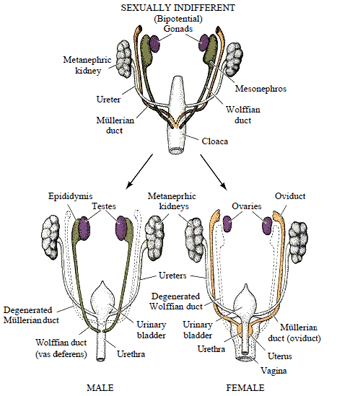
Дифференциация мочеполовой системы человека: сверху структуры до дифференциации, внизу: слева — мужская (male), справа — женская (female)

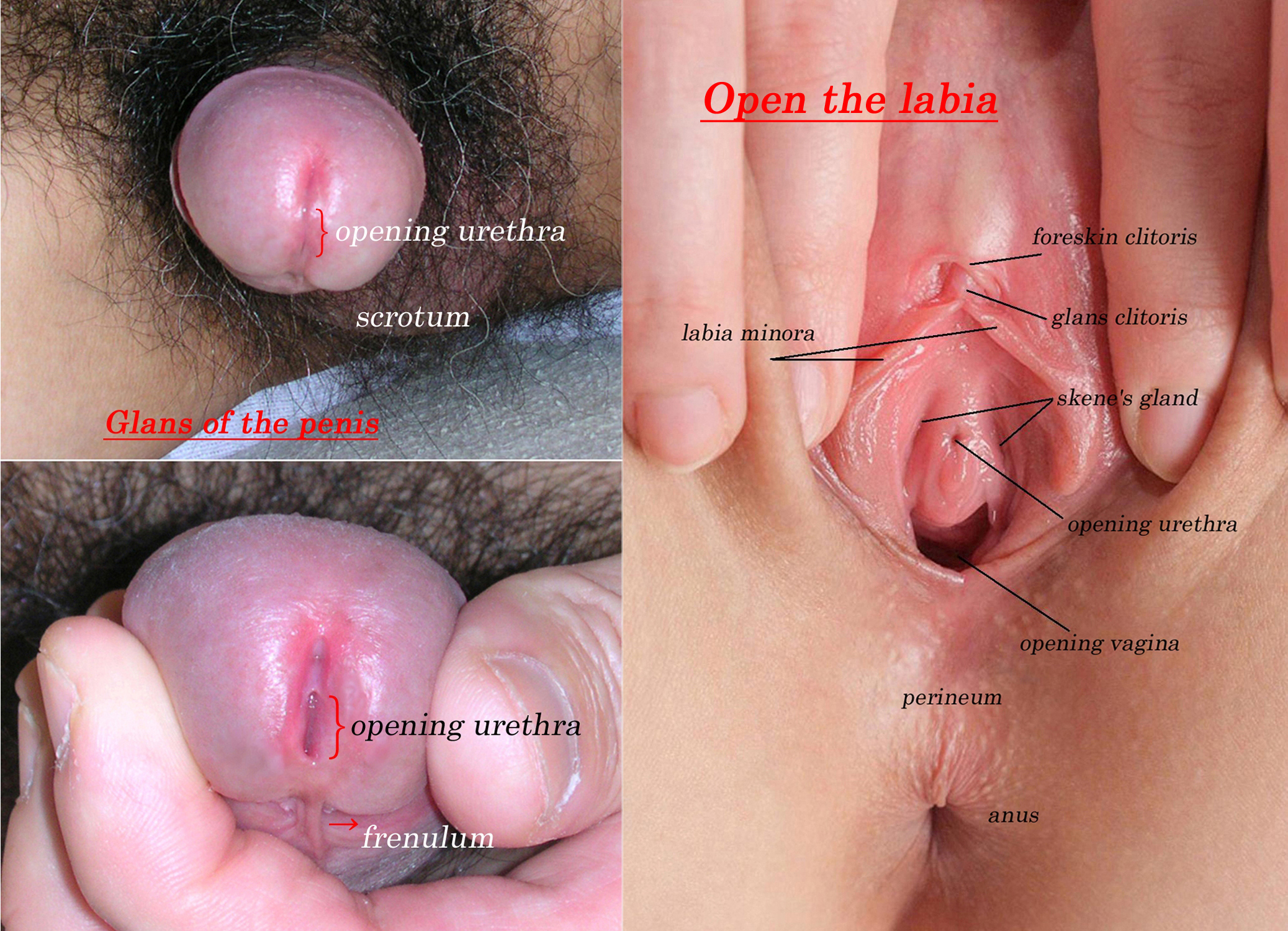
Наружные отверстия мочеполовой системы мужчины (слева) и женщины. Наружное отверстие мочеиспускательного канала подписано как opening urethra (щель на вершине головки мужского полового члена и точечная круглая ямка над входом во влагалище)

Переключение между этими двумя функциями мужской уретры напрямую связано со степенью кровенаполнения окружающих уретру структур пениса — двух пещеристых тел и одного губчатого тела пениса, которое переходит в его головку: при эрекционном притоке крови и наполнении ею указанных структур возможно семяизвержение, а при их ненаполненности и ненапряжённости пениса — мочеиспускание.
В женском организме уретра не имеет непосредственно репродуктивных функций (хотя с мочой выводятся вещества, указывающие на репродуктивный статус женщины, что позволяет проводить по анализу мочи, в частности, тест на беременность). Женская уретра окружена структурами, аналогичными губчатому телу пениса, тогда как его пещеристым телам, ответственным за эрекцию, соответствуют пещеристые тела обычно малозаметного, но весьма чувствительного органа — клитора, который находится спереди от уретры. Трасса женской уретры скрыта в толще тканей малого таза и, соответственно, не обладает подвижностью мужской. Клитор не является органом выделения и не имеет наружных отверстий. Наружное отверстие женской уретры открывается в преддверие влагалища между клитором и входом во влагалище. Как и всё преддверие влагалища, наружное отверстие уретры у женщин прикрыто двумя парами складок кожи, жировой ткани и слизистой оболочки, называемых половыми губами. Женский мочеиспускательный канал шире мужского, обладает большей растяжимостью по ширине и может чаще инфицироваться.

## Мужской мочеиспускательный канал

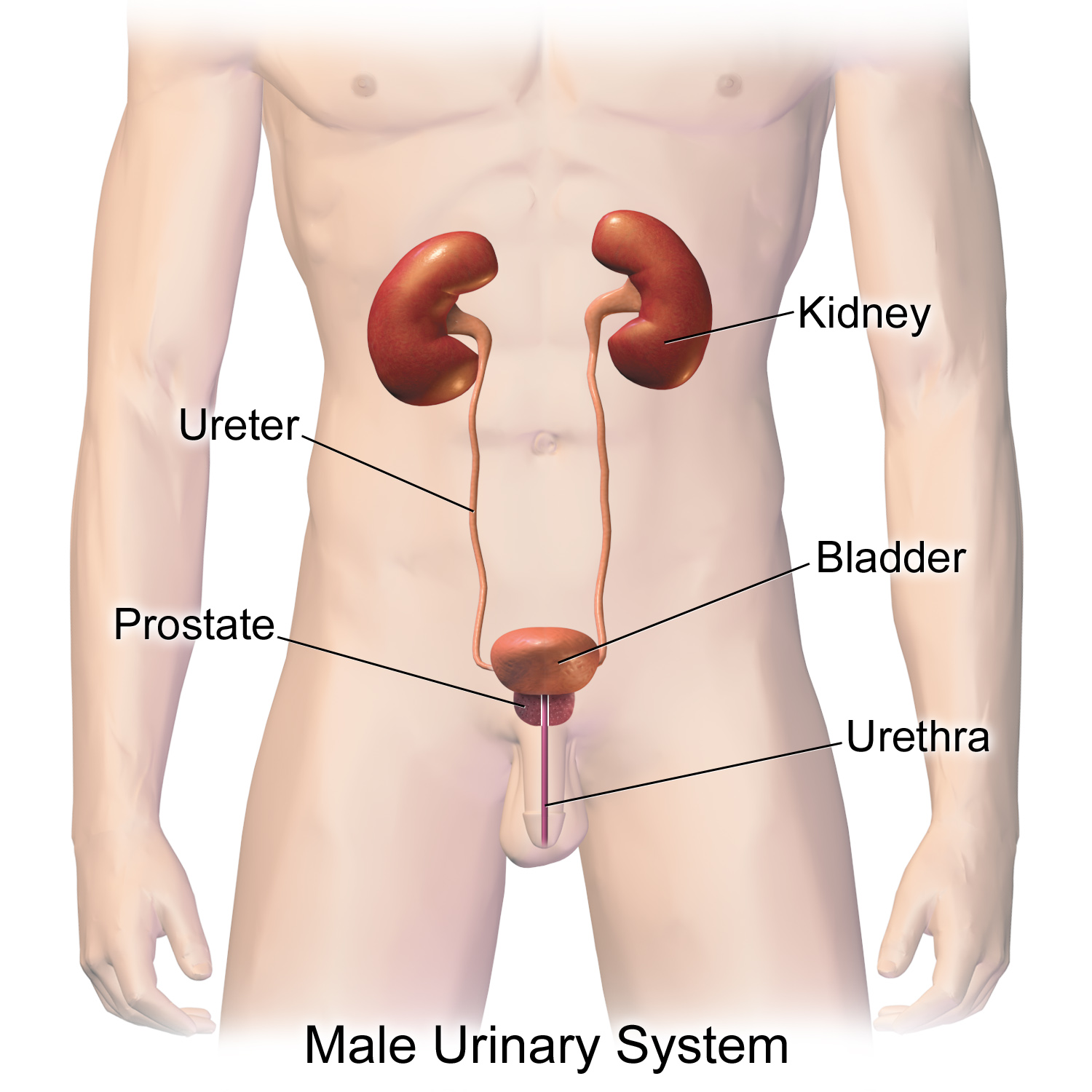
Мужская мочевыделительная система

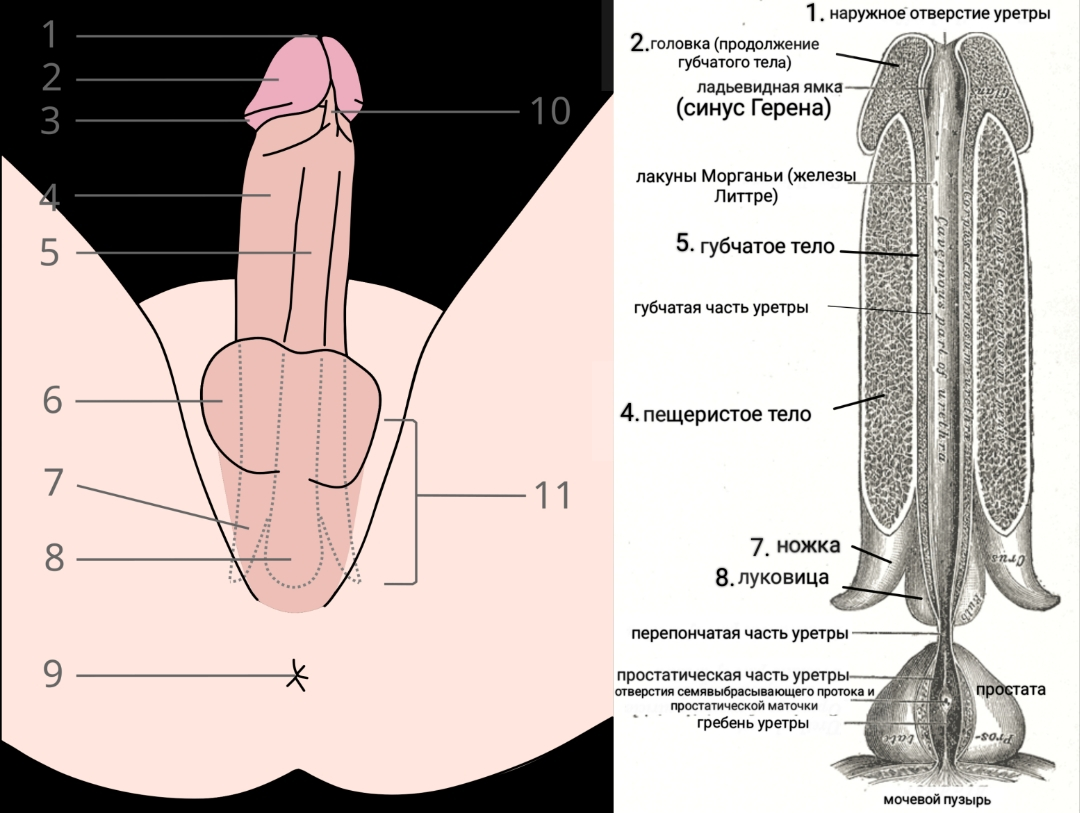
Мужской половой член и уреира

У мужчин мочеиспускательный канал (лат. urethra masculina) проходит внутри мужского полового члена, обычно по всей его длине до вершины головки последнего (в противном случае имеет место гипоспадия, а если стенка канала расщеплена, то эписпадия).

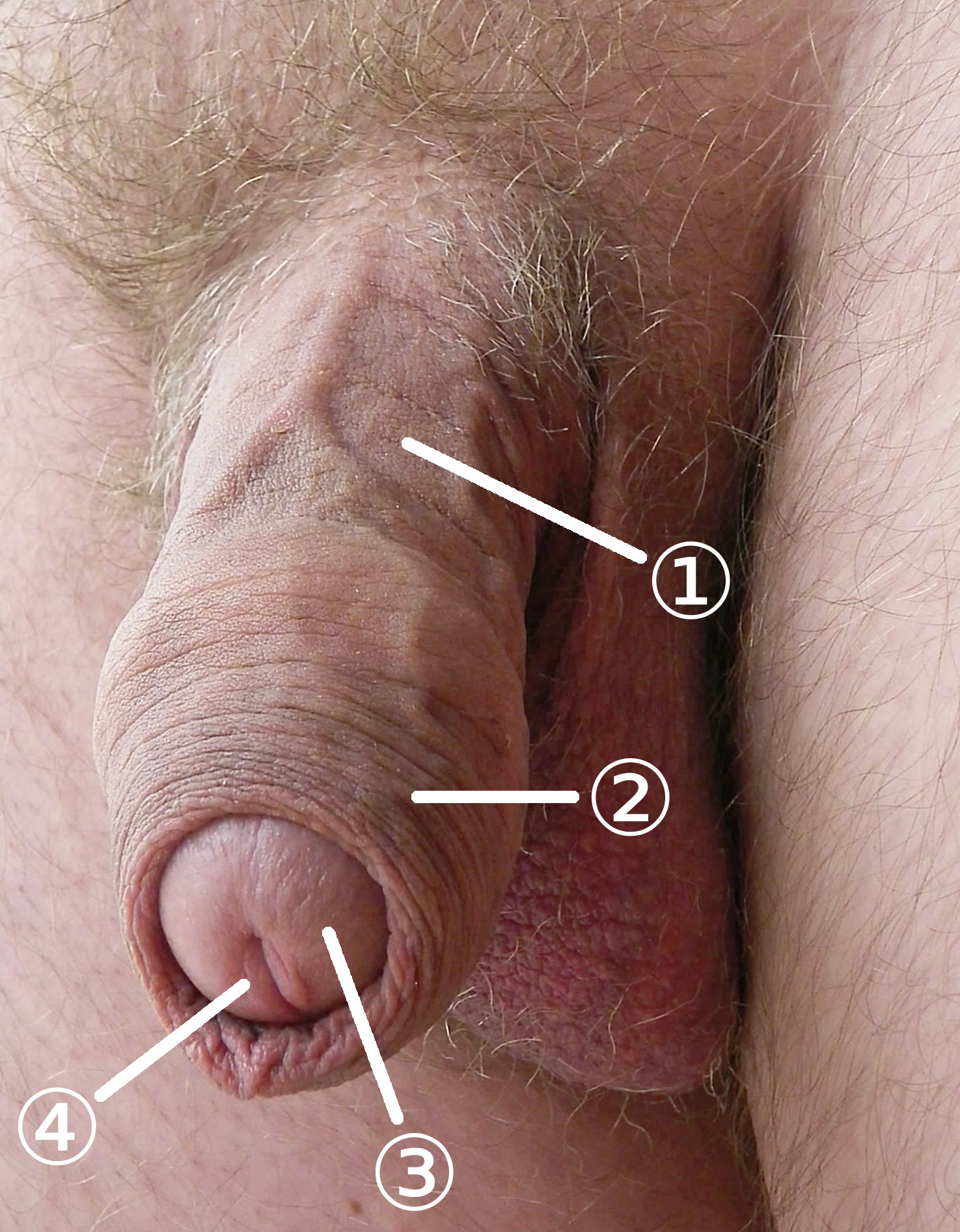
1) Тело пениса
2) Крайняя плоть
3) Головка
4) Устье уретры

Канал имеет у взрослых длину 18—23 см (в состоянии эрекции полового члена — на треть больше, в детском возрасте на треть меньше). От внутреннего отверстия до семенного холмика (по другой классификации — до начала пещеристого тела) носит название задней уретры, дистальнее расположенная часть — передняя уретра. Мочеиспускательный канал у мужчин условно делится на три части: предстательную (простатическую), перепончатую и губчатую (пещеристую, спонгиозную).
Мужская уретра на своём протяжении образует два S-образных изгиба-кривизны: верхний подлонный (предстательный, подлобковый) изгиб при переходе сверху вниз перепончатой части уретры в пещеристую огибает лобковый симфиз снизу, выгнут вниз, вогнутостью обращён кверху и кпереди и нижний предлонный (предлобковый) при переходе фиксированной части уретры в подвижную выгнут кверху, кпереди и к корню полового члена, обращён вогнутостью книзу и кзади, образует с висящей его частью второе колено. Если половой член приподнят к передней брюшной стенке, то оба изгиба переходят в общий изгиб, вогнутостью обращённый вперёд и вверх.
На всем своём протяжении мочеиспускательный канал имеет неодинаковый диаметр просвета: чередуются узкие части с более широкими. Одно сужение находится у внутреннего его отверстия, другое — при прохождении уретры через мочеполовую диафрагму, третье — у наружного отверстия уретры. Расширений имеется также три: в простатической части, в луковичной и в конце уретры, где находится ладьевидная ямка. В среднем ширина мочеиспускательного канала у взрослого мужчины равна 4—7 мм, у ребёнка — 3—6 мм.
В числе нарушений развития организма у мальчиков встречаются гипоспадия, при которой наружное отверстие мочеиспускательного канала находится не на вершине головки полового члена, а на других участках его поверхности, и эписпадия, при которой наблюдается частичное или полное расщепление передней стенки канала.
Патологическое разрастание предстательной железы (её аденома, встречающаяся в пожилом возрасте) может приводить к сужению мочеиспускательного канала на её отрезке и серьёзным затруднениям мочеиспускания.

## Женский мочеиспускательный канал

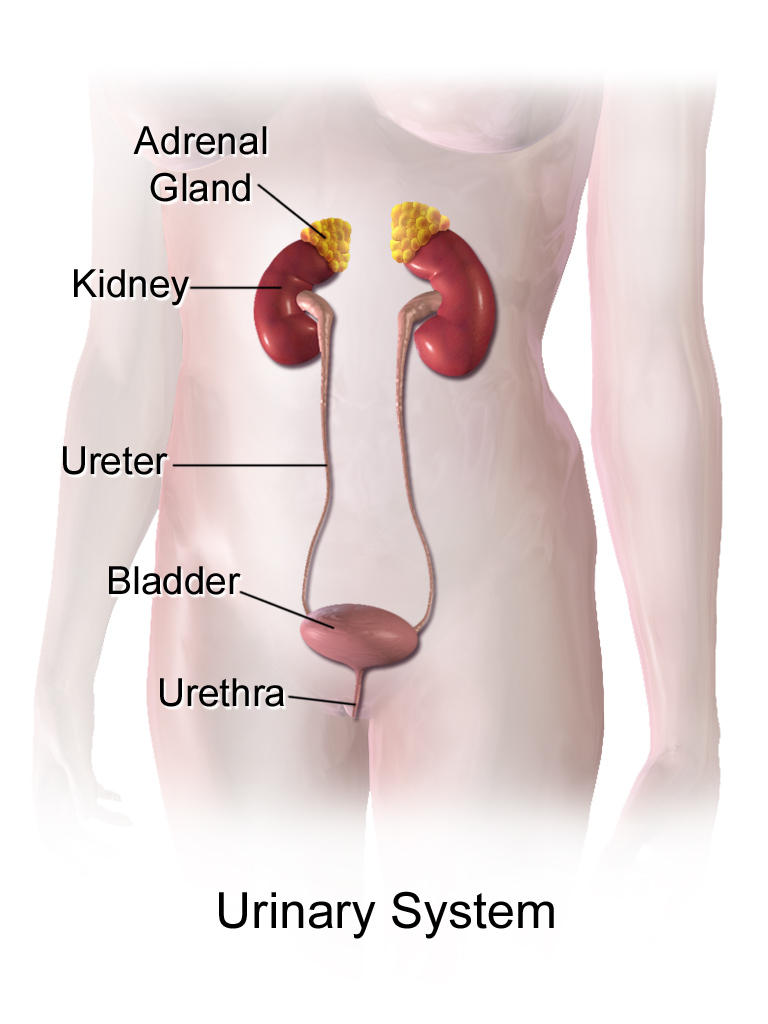
Женская мочевыделительная система

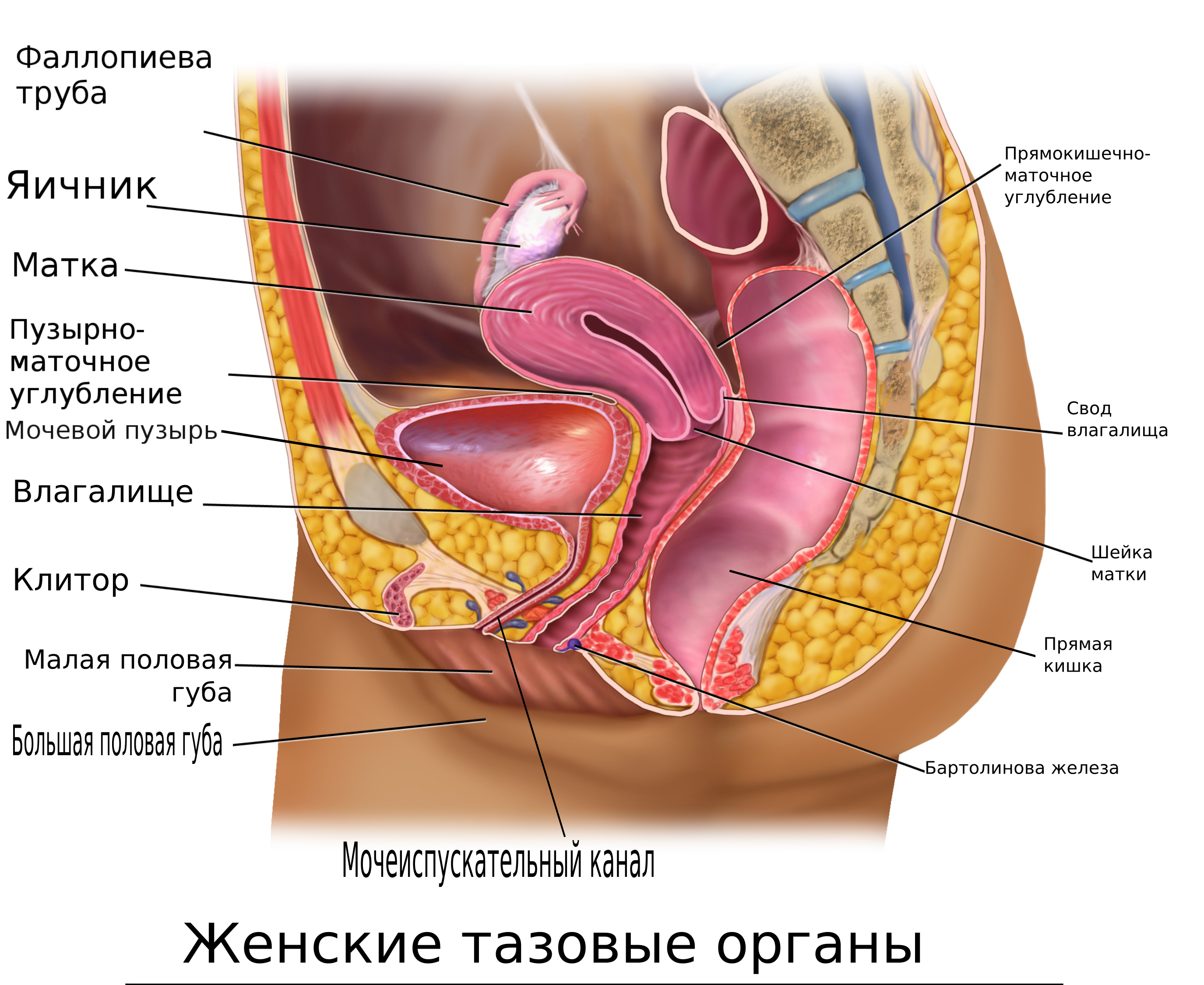
Мочеполовая система женщины в продольном вертикальном разрезе (вид сбоку).

Женский мочеиспускательный канал скрыт в полости малого таза. Он шире и короче, чем мужской. Длина женской уретры 3-5 см.
Это прямая трубка, расположенная спереди от влагалища и открывающаяся наружу в преддверии влагалища; её строение аналогично перепончатой части мочеиспускательного канала мужчин. Женский мочеиспускательный канал прикрепляется к задней поверхности лобкового симфиза латеральными лобково-пузырными связками (лат. ligg. lateralia pubovesicalia)

Женские наружные половые органы

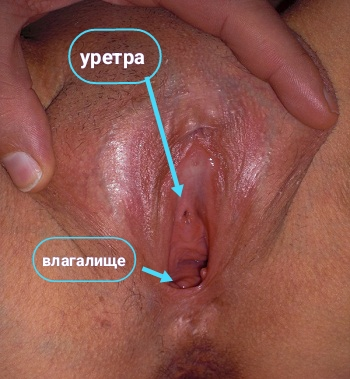

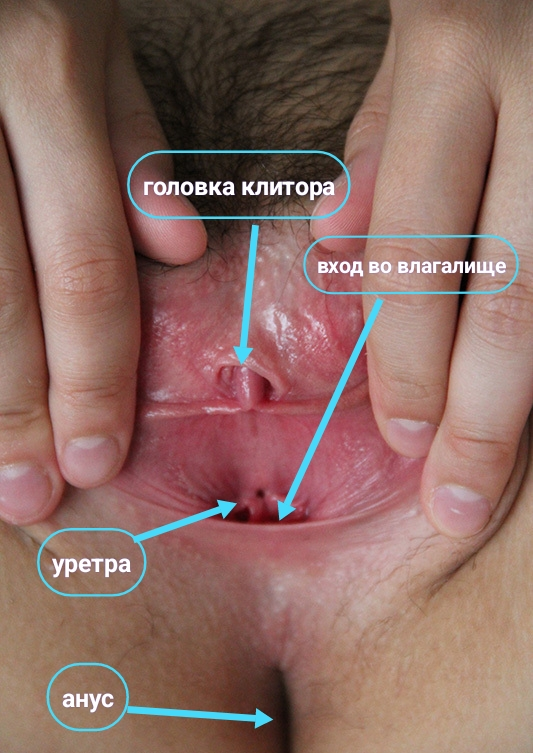
Расположение наружного отверстия женской уретры и входа во влагалище

Мочеиспускательный канал обычно не проходит в теле женского полового члена — клитора, и этим клитор помимо обычно значительно меньших размеров отличается от мужского полового члена. Сходство женских и мужских наружных мочеполовых органов наблюдается при врождённом состоянии, называемом интерсекс. Увеличение клитора (клиторомегалия) может быть врождённым или вызываться изменением уровня мужского полового гормона тестостерона, в частности при употреблении гормонов для наращивания мышечной массы при занятиях женским бодибилдингом, но и при клиторомегалии (в отличие от некоторых форм гермафродитизма) чаще всего уретра через клитор не проходит.
Меньшая длина и больший диаметр мочеиспускательного канала у женщин по сравнению с мужским приводит к более лёгкому доступу инфекционных агентов снаружи и более частому развитию у них воспалительных заболеваний мочевого пузыря (цистит), а ослабление мышц тазового дна — к недержанию мочи (энурезу) различных степеней выраженности.
Не являясь одним из органов размножения человека, женская уретра вследствие своего расположения в области малого таза, как и другие органы женской репродуктивной системы, имеет общие с ними элементы кровоснабжения и иннервации, что, как и выведение её наружного отверстия в область женских наружных половых органов (вульвы), обусловливает возможность наличия общих нарушений развития и других заболеваний ряда смежных органов.

#### Особенности и облегчение проблем женского мочеиспускания
У женщин из-за анатомических особенностей их уретры чаще, чем у мужчин, не происходит управления направленностью мочевой струи. Вследствие расположения женской уретры целиком внутри тазовой полости, а наружного отверстия женского канала на некотором расстоянии назад от передней поверхности тела между ногами, женщины обычно приучаются мочиться в положении сидя, так как при обычном отсутствии навыков управления направлением струи мочи, женщины, которые пытались бы мочиться стоя, подвергались бы со значительной вероятностью опасности забрызгивания своих ног.
Мочеиспускание в положении сидя может оказаться неудобным в ряде случаев: в походных условиях, когда обнажение значительной части тела — тазовой области — для мочеиспускания может быть неприятно из-за погоды или других обстоятельств, а также при пользовании общественными или другими чужими туалетами из-за опасности передачи инфекций через соприкосновение кожи и слизистых оболочек тазовой области с туалетными сиденьями.
Во избежание этих неприятностей некоторые активистки женского движения и сторонницы активного образа жизни на Западе предлагают женщинам учиться мочиться стоя, как это приучены делать мужчины в западной культуре, что избавляет представителей мужского пола от необходимости контакта при мочеиспускании с сантехническими приборами и представляет удобство ещё и в отношении задания направления струи мочи как с помощью поворота тела в вертикальной плоскости, так и посредством придания направления неэрегированному половому члену руками.
Взаимное обучение и самообучение женщин мочеиспусканию в положении стоя ставит задачи обезопасить удобство и безопасность женщин в нескольких аспектах. Это обеспечение их санитарной безопасности вследствие исключения передачи инфекций через ранее загрязнённые сантехнические приборы, большей независимости от внешних, в том числе погодных условий при отправлении естественных надобностей в полевых условиях и большей, чем обычно, безопасности от посягательств на половую неприкосновенность женщины через отсутствие необходимости значительного обнажения тазовой области. Отсутствие необходимости такого обнажения приводит и к уменьшению времени занятости женщинами туалетных кабинок в женских уборных, что позволяет ускорить продвижение многочисленных очередей в них во время массовых мероприятий. При отсутствии свободных мест в женских туалетах на сайтах активисток отмечается возможность пользования мужскими туалетами, причём не только кабинками с унитазами, но и, при наличии у женщины специальных портативных приспособлений, мужскими писсуарами.
Для выполнения этих задач активистки предлагают несколько способов: 1) либо тренироваться управлять направлением струи мочи мышцами тазового дна, раздвинув с помощью пальцев одной или обеих рук большие и малые половые губы, могущие в противном случае отклонить струю в нежелательном направлении, 2) либо использовать приспособления для женского мочеиспускания в положениях стоя или полуприсев.
Такие приспособления могут быть стационарными или портативными. К стационарным относятся монтируемые в некоторых женских туалетах специальной конструкции женские писсуары, которые крепятся к стене на уровне чуть ниже мочеполовых органов человека среднего роста, и женщина может встать или присесть над ними. При массовых мероприятиях с нехваткой туалетных мест могут использоваться переносные женские писсуары, например Pollee. Женскими писсуарами, в отличие от мужских, обычно пользуются, повернувшись спиной к стене, на которой они установлены.

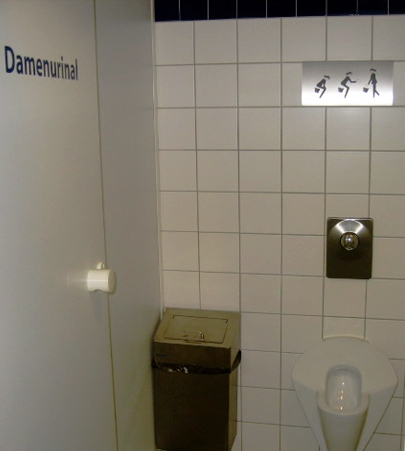
Женский писсуар. На фотографии видна схема, показывающая, что женским писсуаром надо пользоваться, стоя спиной к нему

Портативные личные средства для женского мочеиспускания в положении стоя служат съёмным продолжением мочеиспускательного канала; они представляют собой небольшую воронкообразную трубку, широкий конец которых женщина перед мочеиспусканием плотно прикладывает к своим половым губам, а узким концом направляет струю мочи в нужном ей направлении, что почти уравнивает её возможности, по замыслу изобретателей, с таковыми у мужчины за исключением необходимости больше, чем у мужчин, расстегивать и (или) спускать брюки и сдвигать вбок перемычку трусов. Такие воронки или конусы могут быть одноразовыми — в этом случае они выбрасываются после применения — или подходящими для многократного использования, и в этом случае они снабжаются жидкостями для дезинфицирования их после каждого использования.

## Функция у человека
Мочеиспускательный канал у лиц женского пола всех возрастов и у мальчиков до наступления половой зрелости служит обычно только для выведения из организма мочи.
В мужском организме в уретру также открываются протоки, несущие с наступлением половой зрелости эякулят (сперму), которая через канал выводится наружу, как и моча. Однако сперма поступает, в отличие от мочи, в него чаще всего не произвольно, а в завершающей фазе полового акта, то есть в результате сексуального психического возбуждения мужчины, которое проявляется эрекцией и может сопровождаться механическим раздражением полового члена при половом акте или во время эротических сновидений при поллюции. Выделение во внешнюю среду преэякулята и спермы (мужская эякуляция) возможно, как правило, только при эрегированном состоянии мужского полового члена, тогда как выделение мочи в этом, возбуждённом состоянии данного органа практически невозможно — оно происходит в другом, спокойном состоянии, когда половой член не напряжён, а свободно свисает.
Женская уретра рассматривается в качестве возможного проводника жидкости, которую способны выбрасывать женские половые органы при сильном оргазме во время полового акта. Источник такой жидкости из-за многочисленности урогенитальных складок у женщины и кратковременности процесса оставался точно не установлен. Явление выделения такой жидкости называют женской эякуляцией или сквиртом (англ. squirt — выбрасывать струёй). Возможными источниками жидкости могут являться находящиеся чуть ниже выходного отверстия уретры железы Скина (парауретральные железы) либо расположенные ещё ниже бартолиновы железы и их выводные протоки. В отличие от мужской, женская эякуляция не является постоянным завершением активной фазы полового акта и испытывается не всеми женщинами.

## Заболевания
К нарушениям развития и строения канала относят гипоспадию (полового члена, у мальчиков) и эписпадию (у детей обоих полов). Врождёнными или приобретёнными могут быть у девочек сращения (синехии) половых губ, которые могут закрывать наружное отверстие уретры и препятствовать мочеиспусканию.
При воспалении мочеиспускательного канала (уретрите) появляются боли и рези в нём во время мочеиспускания, что особенно проявляется у мужчин, а у женщин часто остаётся незамеченным.
Уретра у мужчин и женщин может иметь заболевания и повреждения, совместные с таковыми у окружающих тканей как собственно мочевыделительной, так и репродуктивной системы. Так, например, при гигиенических нарушениях, например нерегулярном удалении смегмы, у женщин воспалением может быть охвачена значительная часть наружных половых органов (вульвы — вульвит), а у мужчин — смежные зоны крайней плоти и головки полового члена (баланит, постит, баланопостит).
Разрастание ткани предстательной железы (аденома простаты), характерное для мужчин второй половины жизни, может приводить к сдавливанию простатической части уретры и вызванной этим хронической или острой задержке мочи в мочевом пузыре, и острая задержка мочи вследствие угрозы его переполнения и разрыва является жизнеугрожающим состоянием. Хроническое воспаление ткани простаты (хронический простатит) может приводить к учащенному мочеиспусканию.

## Медицинские диагностические и лечебные вмешательства на уретре
Нарушения строения уретры — необычное расположение её наружного отверстия (гипоспадию) и её расщепление (эписпадию) исправляют хирургическими вмешательствами.
Мочеиспускательный канал служит в современной медицине для малоинвазивного инструментального доступа через него (трансуретрально) к мочевому пузырю с диагностическими и лечебными целями. Для уточняющей эндоскопической визуальной диагностики состояния слизистой оболочки мочевого пузыря применяют цистоскопию, при проведении которой трубчатый прибор — цистоскоп через канал вводят в полость пузыря и осматривают последний через прибор.

Схема проведения цистоскопии у мужчин и женщин

При необходимости взятия гистологических проб оболочки мочевого пузыря для диагностики, например, новообразований, или хирургического удаления последних к мочевому пузырю, а у мужчин — и к предстательной железе, также может осуществляться трансуретральный доступ.
При затруднениях естественного опорожнения мочевого пузыря (мочеиспускания) в него через мочеиспускательный канал вводят специальные трубки — катетеры, используемые также для введения в полость пузыря лекарственных средств (процедура катетеризации).

## Немедицинские вмешательства на уретре и смежных органах
В ряде стран востока Африки распространены практики насильственного видоизменения наружных половых органов девочек, проводимые старшими женщинами для уменьшения сексуальности и контроля над её сексуальными контактами. Такие манипуляции относят к женскому обрезанию различных типов. При некоторых из них удаляются частично или полностью клитор и (или) половые губы. При таком его типе, как инфибуляция (от лат. fibula — застёжка, фибула), после обрезания оставшиеся на теле девочки части органов половой щели зашивают для предотвращения постороннего доступа во влагалище, оставляя или специально проделывая в свежем шве для выхода мочи и менструальной крови небольшое отверстие.